# Anelaphus spurcus
Anelaphus spurcus là một loài bọ cánh cứng trong họ Cerambycidae.